# Быть Марией
«Быть Марией» (фр. Maria) — биографическая драма 2024 года, соавтором сценария и режиссёром которой стала Джессика Палуд. Экранизация мемуаров Ванессы Шнайдер «Моя кузина Мария Шнайдер» 2018 года. Фильм рассказывает об актрисе Марии Шнайдер (1952—2011) и показывает её опыт работы над фильмом Бернардо Бертолуччи «Последнее танго в Париже» (1972). Главные роли в фильме исполнили Анамария Вартоломеи, Иван Атталь и Мэтт Диллон.
Мировая премьера фильма состоялась в мае 2024 года в рамках внеконкурсной секции «Каннская премьера» на 77-м Каннском кинофестивале.

## Сюжет
19-летняя Мария Шнайдер, дочь французского актёра Даниэля Желена, снимается в эротической драме 1972 года «Последнее танго в Париже» итальянского режиссера Бернардо Бертолуччи. В этой работе она снимается вместе со знаменитым американским актером Марлоном Брандо. По сюжету пожилой американец знакомится с молодой француженкой в парижской квартире, где у них начинаются анонимные сексуальные отношения. Мария в одночасье становится звездой благодаря роли Жанны, но оказывается не готова к славе и скандалу, которые вызывает фильм.

## В ролях
- Анамария Вартоломеи — Мария Шнайдер
- Иван Атталь — Даниэль Желен
- Мэтт Диллон — Марлон Брандо
- Мари Жиллен — Мари-Кристин
- Станислас Мерхар — агент
- Селеста Бруннквель — Нур
- Джузеппе Маджио — Бернардо Бертолуччи
- Алексис Корсо — Натан

## Производство
Джессика Палуд и Лоретт Полманс написали сценарий фильма по мемуарам Ванессы Шнайдер «Моя кузина Мария Шнайдер», которые были опубликованы в 2018 году издательством Éditions Grasset. Мариэль Дуигу спродюсировала фильм для Fin Août Productions, сопродюсером выступила Orange Studio.
Основные съёмки начались 29 мая 2023 года в Париже. Съёмки продолжились в регионе Бретань. В общей сложности 25 съемочных дней, 10 дней прошли в департаменте Иль-и-Вилен, в том числе в Ренне и Сен-Жермен-дю-Пенеле, а также в замке Апинье в Ле-Ре, в резиденции Обертюр в Ренне и на пляже в Динаре. Съёмки завершились в Бретани 30 июня 2023 года. Постпродакшн проходил в Ренне. Анамария Вартоломеи назвала эту роль самой сложной из всех, в которых она снималась, и сказала, что по завершении съёмок испытала «эмоциональную разрядку».
Фильм был отобран для показа во внеконкурсной секции «Каннская премьера» на 77-м Каннском кинофестивале, где его мировая премьера состоится в мае 2024 года.
Фильм будет выпущен в прокат 19 июня 2024 года компанией Haut et Court. Международным кинопрокатом занимается компания Orange Studio.